# Fordítási megközelítések
A fordító nem indulhat ki kizárólag a megnevezésekből, hanem fogalmi szinten, azaz rendszerszinten is össze kell vetnie a forrásnyelvi és a célnyelvi fogalmat. […] Ugyanakkor az sem elegendő, ha a fordító csak rendszerszinten mozog, hiszen konkrét szövegekkel dolgozik, azaz figyelembe kell vennie a nyelvhasználati szintet is. (Fischer 2010, p. 94)
A Magyar Értelmező Kéziszótár a fordítás kifejezésre hat változatot is szemléltet. Ami e témában releváns az az alábbi meghatározás:
(átvitt értelemben) A fordít (6) igével kifejezett tevékenység; vmely szövegnek más nyelven való kifejezése, tolmácsolása. → Alakhű fordítás; franciából magyarra való fordítás; Adynak németre való fordítása. □ Dante fordítása mindig a világirodalom legnehezebb feladatai  közé tartozott. (Babits Mihály) || a. (átvitt értelemben) Ez mint foglalkozásszerű tevékenység, munka. Fordításból él; fordítást vállal; fordítással keresi a kenyerét. || b. (átvitt értelemben) Vmely nyelvből fordított és leírt v. elmondott szöveg, írásmű, irodalmi alkotás. Hű, nyers, művészi, szabad, szolgai, szó szerinti fordítás. Fordítás angolból v. angolról magyarra. Fordítást készít. □ A fordításnak megvan a maga tulajdon színe, szavai folyamának pedig  költői összhangja. (Péterfy Jenő)
„A fordító stratégiáját meghatározza az az alapfelfogás, amelyet a kultúráról magáénak vall.”(Spiczéné, 2007) A fordító munkáját meghatározza, hogy a kultúrák egymáshoz való viszonyában számára a különbözőség vagy a közös vonal a domináns. További alapvető tényező a fordítás stratégiájának felállításakor, hogy a forrásnyelv vagy a célnyelv áll a fókuszban. Fontos szem előtt tartani a fordító és befogadó szándékának és háttérismeretének különbözőségét. A kor, kultúra, földrajzi elhelyezkedés, nemek különbözősége, iskolázottsági szintek, pillanatnyi diszpozíció más és más „elvárást” támasztanak a szöveg felé. Emiatt létfontosságú a megfelelő stratégia felépítése a fordítás területén is.
“Az általános fordításelmélet főbb kutatási témái: a fordíthatóság, a fordítás folyamatának modellálása, a fordítás egysége, a fordítás invariánsa, az átváltási műveletek (transzformációk) általános kérdései stb., de legfőbb témája az ekvivalenciának, azaz a forrásnyelvi és célnyelvi szöveg egyenértékűségének ill. az egyenértékűség feltételeinek, fajtáinak, megvalósulási módjainak stb. kutatása. Az ekvivalencia azért központi kategóriája a fordításelméletnek, mert az ekvivalencia kutatásának középpontba állítása választja el a fordításelméletet a kontrasztív nyelvészettől.” (Klaudy, 1988)

#### Dinamikus ekvivalencia
A dinamikus ekvivalencia, majd később funkcionális ekvivalencia, „az értelmi megfeleltetést” és a célközönséget helyezi előtérbe, honosító. Eugene A. Nida az 1960-as években dolgozta ki az elvet, melyet a bibliafordítások során alkalmazott. „Ennek az a felismerés a lényege, hogy két nyelv soha sem lehet azonos a nyelvtan és a szavak jelentéseinek szintjén, ezért nem lehet mechanikusan szavakat szavakkal fordítani, hanem csak az eredeti szövegből megértett jelentést lehet átültetni az új nyelvre, mégpedig az eredeti szöveg formai jellegzetességeitől függetlenül.” (Pecsuk, 2011, p. 12) Dr. Pecsuk Ottó elmondása szerint Nida azért alkotta meg ezt az elméletet, hogy a Biblia eljusson minden emberhez.

#### Catford és az ekvivalencia
“John Catford az A Linguistic Theory of Translation (1965) című művében nyelvészeti kategóriák alapján vizsgálja a fordítást, és bevezeti a formális megfelelés (formal correspondence) fogalmát: formális megfelelő »bármely célnyelvi kategória (egység, osztály, szerkezet, szerkezeti elem stb.), amelyről elmondható, hogy a célnyelv rendszerében a lehető legközelebb áll ahhoz a helyhez, amelyet az adott forrásnyelvi kategória foglal el a forrásnyelven«. A formális megfelelés tehát a nyelvi rendszerek összehasonlításából és leírásából következik. Szövegbeli ekvivalens (textual equivalent) »az a célnyelvi szöveg vagy szövegrész, amely az adott forrásnyelvi szöveg vagy szövegrész megfelelőjeként viselkedik«. Catford tehát ezeket tekinti az ad hoc ekvivalencia elérési eszközeinek – és a fordítási shiftekről akkor beszélünk, ha a formális megfelelés már nem áll fenn a lefordított szövegben.”(Lengyel, 2013)

## Explicitáció és implicitáció
EXPLICITÁCIÓ: fordítási művelet, amely során a fordító konkrétabban, bővebben adja vissza a FNY(forrásnyelv) szöveg értelmét a CNY(célnyelv) szövegben, mint ahogyan az eredetiben szerepelt.
IMPLICITÁCIÓ: fordítási művelet, amely során a fordító általánosabban, tömörebben adja vissza a FNY szöveg értelmét a CNY szövegben, mint ahogyan az eredetiben szerepelt.
A műveletek 4 fő kategóriája (Klaudy, 1999):
- Kötelező: A nyelvi rendszerek közötti különbségek teszik szükségessé.
- Fakultatív: Nyelvhasználati különbségekkel, nyelvi elvárásokkal magyarázhatók.
- Pragmatikai: A kultúrák közötti különbségekből fakadnak.
- Fordításspecifikus: Nem magyarázhatók sem nyelvi, sem nyelven kívüli okokkal.

### Átváltási műveletek – (Klaudy, 1997)

#### Explicitációval járó átváltási műveletek
- Lexikai szűkítés
- Lexikai felbontás
- Lexikai betoldás
- Grammatikai konkretizálás
- Grammatikai felemelés
- Grammatikai betoldás

#### Implicitációval járó átváltási műveletek
- Lexikai bővítés
- Lexikai összevonás
- Lexikai kihagyás
- Grammatikai generalizálás
- Grammatikai lesüllyesztés és összevonás
- Grammatikai kihagyás

### Műveleti tipológia példák
1.Kötelező explicitáció (grammatikai betoldás)  Some children… may perform better at school… → Néhányan… jobb teljesítményt érnek el az iskolában… (M)  
2. Fakultatív implicitáció (grammatikai kihagyás)  They simply ignore… → Egyszerűen nem vesznek tudomást… (M)  
3. Pragmatikai explicitáció (lexikai átalakítás)  GCSE → érettségi (M)
4. Fordításspecifikus explicitáció (lexikai betoldás)  … the damage done in the early years… → … a gyereket egész kis korában ért sérelmek okozta károsodás… (M)

## Szövegtípusok felőli megközelítés
Német kutatók: fordításszempontú szövegtipológia (Katharina Reiss)
Korábban senki sem próbálta a fordítás folyamatának törvényszerűségeit teljes egészében a forrásszöveg jellegzetességeiből kiindulva leírni. 
A szöveg tipizálásakor a nyelvnek a szövegben betöltött szerepéből kell kiindulni
- Ábrázolás – tartalomközpontú szöveg
- Kifejezés – formaközpontú szöveg
- Felhívás – felhívásközpontú szöveg (audio-mediális szöveg)

### Tartalomközpontú szöveg
- Sajtóhírek, kommentárok, használati utasítások, szabadalmi leírások, árulisták, szakkönyvek, tanulmányok, értekezések, beszámolók
- Kötött forma ellenére a forrásnyelvi tartalom maradéktalan visszaadása, a célnyelv legszokványosabb eszközeivel (ne terelje el semmi a figyelmet a tartalomról)
- Tisztában kell lenni a szövegfajta jellemző célnyelvi eszköztárával.[halott link]

### Formaközpontú szövegek
- Nem csak a tartalom a fontos, hanem a mód is, ahogyan elmondja a szerző
- Irodalmi próza (esszé, életrajz), költői próza (regény, elbeszélés) és a költészet minden válfaja (ballada, szonett…)
- Elsődleges feladat: nem a tartalom, hanem a forma visszaadása. A forma szorosan kötődik a forrásnyelvhez, azt a célnyelvre szolgaian áttenni nem lehet.
- A fordító nem átveszi a forrásnyelvi formát – belehelyezkedik, inspirációt kap és úgy választ formát, ami ugyanazt a hatást kelti – formai analógia.[halott link]

### Felhívásközpontú szöveg
- A tartalom és a forma célja valamilyen meghatározott reakció kiváltása – konkrét cselekvés (pl. vásárlás) vagy annak beszüntetése (pl. dohányzás)
- Reklámok, hirdetések, misszionáriusi szövegek, propagandaszövegek…
- Elsődleges feladat a szöveg funkciójának visszaadása – az eredeti tartalmától és formájától is el lehet térni

### Audio-mediális szöveg
- A közvetítő csatorna sajátosságait figyelembe kell venni
- Rádiós és televíziós műfajok, színpadi művek
- Nem szabad ragaszkodni az eredeti szövegkönyv tartalmához és formájához sem, ha pl. nem felel meg a melódiának (opera), a beszélő artikulálásának

## Honosítás és idegenítés
Lawrence Venuti (1998) a The Scandals of Translation: Towards an Ethics of Difference című könyvben fejti ki a honosítás és idegenítés fordítási stratégiát, elméletet.
A fordító „...vagy az írót hagyja lehetőség szerint a maga helyén, és az olvasót mozdítja el feléje; vagy fordítva, az olvasót hagyja a helyén, és az írót vezeti feléje” (Schleiermacher 2007, p. 128).
A honosítás (domestication) stratégiájának alkalmazásakor a fordítás a célnyelv kultúrájához illeszkedik, forrásnyelvből származó információvesztést is eredményezhet. Míg az idegenítés (foreignization) esetén megőrizzük a forrásnyelv információit akár a célnyelv konvencióinak megsértése árán is a jelentés megtartása érdekében.
A fordítói stratégia és az átváltási műveletek összefüggése (Mujzer-Varga, 2009)
| Fordítói stratégia      | Átváltási művelet       |
| ----------------------- | ----------------------- |
| IDEGENÍTÉS              | átvétel idegen szóként  |
|                         | átvétel jövevényszóként |
| betoldás                |                         |
| részleges megfeleltetés |                         |
| direkt fordítás         |                         |
| kihagyás                |                         |
| általánosítás           |                         |
| ADAPTÁLÁS               | adaptáció               |

## Neologizmusok fordítása

#### Faro-féle négy fordítási elv (Zachar, 2013)
1. dogmatizmus: neologizmust neologizmussal fordítani, különben fordítási deficit keletkezik
2. szkepticizmus: a neologizmusok kultúraspecifikusak
3. nihilizmus: soha nem szükségszerű a neologizmust neologizmussal fordítani (szemben áll a dogmatizmussal)
4. pragmatizmus: neologizmus szerepének megvizsgálása

Zachar Viktor (2013), az Eötvös Loránd Tudományegyetem adjunktusa egyetért Forgács Erzsébettel: a pragmatikai fordítási elvet követve  lehetséges a Nida-féle dinamikus ekvivalencia szempontjainak megfelelő célnyelvi szöveg létrehozása.

#### Neologizmusok fordítási stratégiái (Zachar, 2013)
Zachar hét fordítási stratégiát határoz meg az új kifejezések fordítását illetően.
(1) célnyelvi neologizmus használata;
(2) ekvivalens, de nem neologizmusnak minősülő célnyelvi kifejezés használata;
(3) magyarázó fordítás;
(4) körülírás;
(5) általánosítás;
(6) honosítás és
(7) kihagyás.

## A reáliák fordítása (Honti, 2011)

#### 1. A reáliák csoportosítása
- Földrajzi reáliák: geográfiai képződmények, ember alkotta földrajzi objektumok, endémiák
- Néprajzi reáliák: mindennapi élet reáliái, munkatevékenység reáliái, művészet és kultúra, etnikai reáliák, mértékegységek és pénzek
- Társadalmi-politikai reáliák: Közigazgatás, államberendezkedés; Hatalmi szervek; Politikai élet; Katonai reáliák

"A reáliák fordítása egyfajta tükröt ad a fordítói munkáról (Tellinger, 2003), milyen módon oldották meg a problémát, keletkeztek-e veszteségek, és ha igen, sikerült-e azok kompenzálása."(Honti, 2011)

#### 2. A reáliák fordításának módjai
- generalizálás (a reáliának nincs jelentős a szerepe a szövegben)
- kihagyás ("célnyelvi olvasó számára nem jelent semmit")
- betoldás
- tükörfordítás
- explicitáció
- teljes átalakítás (nincs logikai kapcsolat)
- transzliteráció
- analógiás fordítás